# Södra Kustbanegatan
Södra Kustbanegatan var en gata i stadsdelen Gårda i Göteborg. Den låg ungefär där nuvarande Kungsbackaleden går, och gick mellan Örgrytevägen i söder och Dämmevägen i norr, vilken låg ungefär där Ullevimotet ligger idag, en sträcka på cirka 1 000 meter.
Gatan fick sitt namn år 1908 (bekräftat 1923) efter Västkustbanan, som gatan gick utmed. Den utgjorde den södra delen av den tidigare Kustbanegatan (1902). Dessförinnan (1900) hade den benämnts Villavägen. Gatan försvann i slutet av 1960-talet då Västkustbanan lades i tunnel (Gårdatunneln) och Kungsbackaleden drogs fram mellan Tingstadstunneln och Örgrytemotet vid Örgrytevägen. Leden invigdes år 1968. Fram till 1930-talet, då gatan breddades, fanns det förträdgårdar framför husen längs gatan.